# Весёлые звёзды
«Весёлые звёзды» — советский полнометражный художественный фильм, поставленный на киностудии «Мосфильм» в 1954 году.
 Жанр сатирической музыкальной комедии стал как бы внешней оболочкой фильма-ревю — каскада эстрадных номеров с участием артистов разных жанров, причём самые популярные играют самих себя. Предвестник развлекательного «лёгкого» жанра на советском телевидении. Фильм вышел на экраны 19 июля 1954 года. До конца года картину посмотрели 31,5 миллионов зрителей, по итогам года она заняла пятое место в прокате.

## Сюжет
Киевский дуэт начинающих конферансье — Тарапунька и Штепсель едет в Москву для участия во Всесоюзном конкурсе молодых артистов эстрады. В поезде их соседями по купе оказывается немолодая семейная пара, при ближайшем знакомстве — из карьеристов, что подтверждает злободневность подготовленного номера.
Выступление конкурсантов довольно скоро находит поддержку большинства членов жюри, но тут же возникает интрига — признанные мастера конферанса не спешат открыть дорогу молодым конкурентам.
В столичной суете Тарапуньку и Штепселя поджидают необычайные приключения, как и новые знакомства. Лишь только случай помогает киевлянам вновь выйти на сцену и провести концерт с популярнейшими артистами эстрады и кино.

## Подготовительный период
Режиссёрский сценарий фильма был готов в конце октября 1953 года. Этому предшествовала продолжительная работа творческого коллектива.

Фильм-концерт должен быть не набором пусть даже лучших и разнообразных номеров, а цельным произведением…
По первоначальным замыслам сценаристов Клавдия Шульженко должна была исполнить в фильме уже знакомые зрителям песни. Евгений Помещиков и Владимир Типот написали большую сцену, в которой изобразили выступление певицы так, как им оно представлялось.
— о первоначальном варианте сценария в книге Г. А. Скороходова «Три влечения Клавдии Шульженко»
Сама Шульженко, однако, сочла, что появляться перед огромной зрительской аудиторией с хорошо знакомым репертуаром нецелесообразно, и поделилась своими соображениями с Верой Строевой. Та согласилась, и сценаристы приступили к переработке сценария. Шульженко же предложила обратиться к Исааку Дунаевскому, с которым они были знакомы с 1930-х годов по работе на картине М. Авербаха «Кто твой друг». Весьма занятый работой над опереттой «Белая акация», композитор всё же дал согласие сочинить несколько песен:
Для фильма будут написаны четыре оригинальные песни на слова поэта М. Л. Матусовского.
1. «Утренняя песня», с которой начинается фильм.
2. «Песня о Москве» — песня, выражающая чувства человека, подъезжающего к столице нашей Родины.
3. «Песня о звёздах» — лирическая песня для К. Шульженко с хоровым вариантом. Сопровождение оркестра в 60 человек.
4. «Песня о Родине» — финальная песня фильма патетического и патриотического характера, предлагаемая к исполнению солистами, хором из различных национальных коллективов. Сопровождение — большим симфоническим оркестром 75—80 человек.

В процессе работы над картиной акцент с песен патетических был перемещён в сторону лирики: вместо «Песни о Москве» появился вальс «Молчание» (см. ниже раздел «Съёмки»), а вместо «Песни о Родине» — «Песня о ротном запевале», написанная специально для Утёсова. Остальные 12 инструментальных пьес в ритмах быстрого и медленного фокстрота, танго, вальса-бостона, румбы и так далее написал Александр Цфасман. Все они были записаны с джаз-оркестром под управлением автора ещё до начала съёмок.

## Съёмки
По воспоминаниям Клавдии Шульженко, павильонные съёмки в основном проходили по ночам. Сложно-постановочные изобразительные задачи были решены при помощи комбинированных съёмок:

— эпизод с куклой Наташей, снимавшийся по технологии блуждающей маски в две экспозиции, в результате чего исполнительница этой роли Риной Зелёной вышла размером с детскую игрушку;

— «встреча» Л. Утёсова с персонажами своих песен, в частности Костей из «Весёлых ребят»;

— наконец, всевозможные кинотрюки в сатирическом эскизе Тарапуньки и Штепселя на тему современной абстрактной живописи.
Так или иначе, заключительная часть фильма превращалась в последовательность отдельных, почти никак не связанных номеров, что противоречило изначальному замыслу режиссёра. Тогда Шульженко предложила сцену репетиции, где ей самой можно было бы познакомиться с ведущими концерта, просто поговорить с ними. Для нового эпизода понадобилась ещё одна песня, и Шульженко сама обратилась к Дунаевскому.
Через несколько дней, — вспоминала Клавдия Ивановна, — Дунаевский позвонил мне:

— Приезжайте, у меня, кажется, получилась неплохая мелодия.Г. А. Скороходов, из главы «Не спугни очарованья…»
А следом Матусовский написал к ней слова. Так родился вальс «Молчание», впоследствии ставший одним из самых любимых произведений К. Шульженко.
Изобразительные эпизоды на натуре были также решены при помощи комбинированных и трюковых съёмок:

— ещё только строящиеся сталинские высотки, являющие новый образ послевоенной Москвы, вся страна смогла увидеть на экране уже без кранов;

— «Полёты» Мирова с Новицким в парке на аттракционе «иммельман», снятые по технологии блуждающей маски в две экспозиции — первая с крупными планами актёров предварительно снимались на «Мосфильме» перед инфраэкраном;

— наконец, шуточный эпизод с близнецами-акробатами: внимательный зритель не может не заметить утрированную скорость исполнения трюков, что случается, когда съёмка ведётся с пониженной частотой кадров.

## В ролях
- Юрий Тимошенко — Тарапунька, конкурсант
- Ефим Березин — Штепсель, конкурсант
- Лев Миров — Миров, член жюри
- Марк Новицкий — Новицкий, член жюри
- Николай Смирнов-Сокольский — Николай Павлович, председатель жюри
- Мария Миронова — Миронова, жена бюрократа
- Александр Менакер — Менакер, бюрократ в поезде
- Леонид Утёсов — Утёсов, исполняет попурри из своих песен прошлых лет и «Песню о ротном запевале»
- Вадим Людвиковский — пианист (аккомпанирует Шульженко) и дирижёр оркестра
- Клавдия Шульженко — Шульженко, исполняет песни «Молчание» и «Звёзды милой Родины»
- Рина Зелёная — Наташа, кукла
- Таисия Савва — расклейщица афиш
- Георгий Сорокин — Сергей Алексеевич, режиссёр, ставящий пьесу В. Маяковского «Баня», и член жюри эстрадного конкурса
- Юдифь Глизер — член жюри эстрадного конкурса
- Ашура Насырова — исполнительница таджикского танца
- А. Аминов
- Ало и Якуб Алаевы — игра на дойре
- К. Махкамов
- В. и Л. Патрушевы
- А. и К. Изотовы
- Дик Читашвили — фокусник
- Борис и Владимир Воронины — акробаты в парке
- Иван Москвин

Нет в титрах
- Павел Тарасов — начальник эстрадного конкурса
- Анатолий Соловьёв — актёр в спектакле «Баня»
- Павел Шальнов — Володя, осветитель
- Раиса Губина — осветитель
- Георгий Бударов — директор в театре
- Инна Фёдорова
- Нина Федосюк — уборщица
- Тамара Соколова — солистка балета, исполняет танец «Молодёжный вальс»
- Пётр Помазков — солист балета, исполняет «Молодёжный вальс»
- Сергей Солоницкий — Сергей Сергеевич, член жюри
- Сергей Тихонравов — член жюри
- Михаил Гаркави — член жюри
- Светлана Немоляева — зрительница
- Геннадий Гладков — участник конкурса за роялем

## Съёмочная группа
- Сценарий Евгения Помещикова, Виктора Типота
- Режиссёр-постановщик — Вера Строева
- Операторы: Владимир Николаев, Михаил Гиндин
- Художники-постановщики — Пётр Киселёв, Евгений Серганов
- Композиторы: Исаак Дунаевский (песни), Александр Цфасман
- Звукооператор — Виктор Зорин
- Ассистенты режиссёра: Виллен Азаров, Валентина Кузнецова, Олег Ленциус
- Художник по костюмам — Надежда Бузина
- Художник-гримёр — В. Рудина
- Комбинированные съёмки:

операторы: Борис Горбачёв, Александр Ренков
художник — Николай Звонарёв
- Монтаж: Екатерина Овсянникова, Лидия Лысенкова
- Текст песен Михаила Матусовского
- Балетмейстеры: Галина Шаховская, Виктор Вронский
- Директор картины — Валентин Маслов

- [комм. 2]

## Песни
«Утренняя песня»

«Песенка Куклы»

«Молчание»

«Звёзды милой Родины»

«Песня о ротном запевале» («С песней по жизни»)
Музыкальное сопровождение:
- Оркестр Главного управления кинематографии СССР, Государственный эстрадный оркестр РСФСР (дирижёр: Вадим Людвиковский)[4].
- Хор Всесоюзного радио под управлением Клавдия Птицы[5][6].

## Критика
Рецензии в советских печатных изданиях приветствовали появление фильма об эстраде, прежде обойдённой пристальным вниманием кинематографистов. Одобрения заслужил и сам принцип построения картины — как цельное представление с единым сюжетом.

Он долго не сходил с экрана, десятки газет опубликовали восторженные (в разной степени) отзывы. Причину успеха его вряд ли можно объяснить отсутствием в те годы новых музыкальных и комедийных лент. Фильм привлёк зрителя прежде всего парадом любимых эстрадных звёзд и замечательной музыкой.
— Г. А. Скороходов «Три влечения Клавдии Шульженко»
Вместе с тем, критике подвергся замысел фильма с желанием рассказать о конкурсе молодых дарований, о том как начинающие артисты «пробивают» дорогу на большую эстраду через бюрократизм, равнодушие, зависть.

Однако сюжет этот не «подкреплён» реальным желанием самих авторов картины выдвигать новые таланты. В фильме нет эстрадной молодёжи, нет ни одного нового имени. Роли же молодых талантов, пробивающихся на сцену, исполняют… одни из самых популярных артистов эстрады — Ю. Тимошенко и Е. Березин.
— В. Н. Шалуновский «Советская культура» № 88 1954
К упущениям со стороны создателей было отмечено и заметное преклонение перед «именами», снижение требовательности и хорошего вкуса, когда конечная художественная форма отдельных номеров, их киновоплощение не соответствует уровню исполнителя. По мнению Владимира  Шалуновского именно таким получился весьма средний эпизод выступления Клавдии Шульженко.

## Зарубежный прокат
В 1954 году фильм под названием «Vidám csillagok» вышел на экраны Венгрии, а в 1955 году под названием «Variety Stars» — на экраны США.

## Комментарии
1. ↑  Фамилии снявшихся в фильме приведены по Аннотированному каталогу фильмов 1930—1957 годов (1961)[1], а также из русскоязычных порталов о кино.
2. ↑  Съёмочная группа приведена по титрам фильма, а также Аннотированному каталогу фильмов 1930—1957 годов (1961)[1].